# Aciura
Aciura is een geslacht van insecten uit de familie van de Boorvliegen (Tephritidae), die tot de orde tweevleugeligen (Diptera) behoort.

## Soort
- A. coryli (Rossi, 1794)